# سیارک ۱۱۲۰
سیارک ۱۱۲۰ (به انگلیسی: 1120 Cannonia، نامگذاری:1928RV) هزار و صد و بیستمین سیارک کشف شده‌است که در ۱۱ سپتامبر ۱۹۲۸ و در رصدخانه سایمیز کشف شد.
قدر مطلق سیارک برابر ۱۲٫۸۰ است.